# Tilman Allert
Tilman Allert (* 1947 in Lübbecke) ist ein deutscher Soziologe, Autor und emeritierter Professor für Soziologie und Sozialpsychologie mit dem Schwerpunkt Bildungssoziologie an der Johann Wolfgang Goethe-Universität Frankfurt am Main.

## Leben
Allerts Vater Mikail Allieff war ein in Aserbaidschan geborener schiitischer Muslim, der als Kind und Jugendlicher in der georgischen Hauptstadt Tiflis aufwuchs und mit 21 Jahren zum Medizinstudium nach Deutschland ging. Seine Mutter Annemarie war Protestantin und lernte seinen Vater als Patientin in einem katholischen Krankenhaus in Bremen kennen. Sein Vater erhielt im September 1939 die deutsche Staatsbürgerschaft. Im Jahr 1946 zog die Familie nach Lübbecke. Tilman Allert hat vier Geschwister.
Allert begann sein Studium 1966 an der Albert-Ludwigs-Universität Freiburg bei Heinrich Popitz. Dann wechselte er zur Eberhard Karls Universität Tübingen und studierte unter anderem bei Friedrich Tenbruck. An der Johann Wolfgang Goethe-Universität Frankfurt am Main wurde er 1981 als Stipendiat des Max-Planck-Institut für Bildungsforschung promoviert. Im Jahr 1994 habilitierte er sich bei Walter M. Sprondel mit einer familiensoziologischen Arbeit.
Im Jahr 2000 erhielt er einen Ruf an die Universität Frankfurt.
Einer breiteren Leserschaft ist er durch seine Artikel in der Frankfurter Allgemeinen Zeitung und der Neuen Zürcher Zeitung bekannt geworden sowie durch seine Bücher „Der deutsche Gruß“ und „Latte macchiato“.

## Schriften
- Die Familie. Fallstudien zur Unverwüstlichkeit einer Lebensform. De Gruyter, Berlin/New York 1998, ISBN 978-3-11-014860-2.
- Der deutsche Gruß. Geschichte einer unheilvollen Geste. Reclam, Stuttgart 2010, ISBN 978-3-15-020191-6 (erstmals erschienen 2005)
- Der Mund ist aufgegangen. Vom Geschmack der Kindheit. Zu Klampen, Springe 2016, ISBN 978-3-86674-536-0.
- Latte Macchiato. Soziologie der kleinen Dinge. Fischer Taschenbuch, Frankfurt am Main 2017, ISBN 978-3-596-29812-9 (erstmals erschienen 2015)
- Gruß aus der Küche: Soziologie der kleinen Dinge. Fischer Taschenbuch, Frankfurt am Main 2017.
- Zum Greifen nah: Von den Anfängen des Denkens. Zu Klampen, Springe 2021, ISBN 978-3866745797.
- Vom fliegenden Teppich. Mein Weg in die Soziologie führte über meinen Vater. Frankfurter Abschiedsrede in leicht gekürzter Form. In: Frankfurter Allgemeine Zeitung, Nr. 202 vom 3. September 2022, S. 16.
- Elementare Formen sozialen Lebens, Mohr Siebeck, Tübingen 2024, ISBN 978-3-16-150641-3.